# 第11回サテライト賞
11th Satellite Awards

2006年12月18日
ドラマ映画賞: 

 ディパーテッド 
ミュージカル・コメディ映画賞: 

 ドリームガールズ 
ドラマシリーズ賞: 

 Dr.HOUSE 
ミュージカル・コメディシリーズ賞: 

 アグリー・ベティ 
第11回サテライト賞は、2006年のテレビ、映画を対象とした賞であり、2006年12月18日に発表された。

## 受賞とノミネート一覧
太字は受賞

### 映画

#### 主演男優賞 (ドラマ映画)
- フォレスト・ウィテカー - 『ラストキング・オブ・スコットランド』
  - レオナルド・ディカプリオ - 『ブラッド・ダイヤモンド』
  - ライアン・ゴズリング - 『ハーフネルソン』
  - ジョシュア・ジャクソン - Aurora Borealis
  - デレク・ルーク - 『キャッチ・ア・ファイア』
  - パトリック・ウィルソン - 『リトル・チルドレン』

#### 主演男優賞 (ミュージカル・コメディ映画)
- ジョセフ・クロス - 『ハサミを持って突っ走る』
  - サシャ・バロン・コーエン - 『ボラット 栄光ナル国家カザフスタンのためのアメリカ文化学習』
  - アーロン・エッカート - 『サンキュー・スモーキング』
  - ウィル・フェレル - 『主人公は僕だった』
  - ピーター・オトゥール - 『ヴィーナス』

#### 主演女優賞 (ドラマ映画)
- ヘレン・ミレン - 『クィーン』
  - ペネロペ・クルス - 『ボルベール〈帰郷〉』
  - ジュディ・デンチ - 『あるスキャンダルについての覚え書き』
  - マギー・ジレンホール - 『シェリーベイビー』
  - グレッチェン・モル - 『ベティ・ペイジ』
  - ケイト・ウィンスレット - 『リトル・チルドレン』

#### 主演女優賞 (ミュージカル・コメディ映画)
- メリル・ストリープ - 『プラダを着た悪魔』
  - アネット・ベニング - 『ハサミを持って突っ走る』
  - トニ・コレット - 『リトル・ミス・サンシャイン』
  - ビヨンセ・ノウルズ - 『ドリームガールズ』
  - ジュリー・ウォルターズ - Driving Lessons
  - ジョディ・ウィッテカー - 『ヴィーナス』

#### アニメ・ミックスメディア映画賞
- 『パンズ・ラビリンス』
  - 『カーズ』
  - 『マウス・タウン ロディとリタの大冒険』
  - 『ハッピー フィート』
  - 『アイス・エイジ2』

#### 美術賞
- 『父親たちの星条旗』 - ヘンリー・バムステッド、リチャード・ゴダード、ジャック・テイラー・Jr
  - 『ドリームガールズ』
  - 『パンズ・ラビリンス』
  - 『マリー・アントワネット』
  - 『Vフォー・ヴェンデッタ』

#### キャスト賞
- 『ディパーテッド』
  - アンソニー・アンダーソン
  - アレック・ボールドウィン
  - マット・デイモン
  - レオナルド・ディカプリオ
  - ヴェラ・ファーミガ
  - ジャック・ニコルソン
  - マーティン・シーン
  - マーク・ウォールバーグ
  - レイ・ウィンストン

#### 撮影賞
- 『父親たちの星条旗』 - トム・スターン
  - 『ブラック・ダリア』
  - 『王妃の紋章』
  - The House of Sand (Casa de Areia)
  - 『ファウンテン 永遠につづく愛』
  - 『プロヴァンスの贈りもの』
  - 『X-MEN:ファイナル ディシジョン』

#### 衣裳デザイン賞
- 『プラダを着た悪魔』 - パトリシア・フィールド
  - 『ブラック・ダリア』
  - 『ドリームガールズ』
  - 『王妃の紋章』
  - 『マリー・アントワネット』

#### 監督賞
- ビル・コンドン - 『ドリームガールズ』
- クリント・イーストウッド - 『父親たちの星条旗』
  - ペドロ・アルモドバル - 『ボルベール〈帰郷〉』
  - スティーヴン・フリアーズ - 『クィーン』
  - アレハンドロ・ゴンサレス・イニャリトゥ - 『バベル』
  - マーティン・スコセッシ - 『ディパーテッド』

#### ドキュメンタリー映画賞
- 『フロム・イーブル』
  - 『不都合な真実』
  - Jonestown: The Life and Death of Peoples Temple
  - Leonard Cohen: I'm Your Man
  - 『PEACE BED アメリカVSジョン・レノン』
  - The War Tapes

#### 編集賞
- 『X-MEN:ファイナル ディシジョン』 - マーク・ヘルフリッチ、マーク・ゴールドブラット、ジュリア・ウォン
  - 『バベル』
  - 『ドリームガールズ』
  - 『父親たちの星条旗』
  - 『マイアミ・バイス』

#### ドラマ映画賞
- 『ディパーテッド』
  - 『バベル』
  - 『父親たちの星条旗』
  - 『ハーフネルソン』
  - 『ラストキング・オブ・スコットランド』
  - 『リトル・チルドレン』
  - 『クィーン』

#### ミュージカル・コメディ映画賞
- 『ドリームガールズ』
  - 『プラダを着た悪魔』
  - 『リトル・ミス・サンシャイン』
  - 『主人公は僕だった』
  - 『サンキュー・スモーキング』
  - 『ヴィーナス』

#### 外国語映画賞
- 『ボルベール〈帰郷〉』、 スペイン
  - 『アポカリプト』、 アメリカ合衆国
  - Les temps qui changent,  フランス
  - 『善き人のためのソナタ』、 ドイツ
  - 『シリアの花嫁』、 イスラエル
  - 『とらわれの水』、 カナダ

#### 作曲賞
- 『バベル』 - グスターボ・サンタオラヤ
  - 『BRICK ブリック』 - ネイサン・ジョンソン
  - 『プラダを着た悪魔』 - ハンス・ジマー
  - 『父親たちの星条旗』 - クリント・イーストウッド
  - 『善き人のためのソナタ』 - ガブリエル・ヤレド
  - 『あるスキャンダルの覚え書き』 - フィリップ・グラス

#### 主題歌賞
- "You Know My Name" - 歌: クリス・コーネル - 『007 カジノ・ロワイヤル』
  - "Listen" - 『ドリームガールズ』
  - "Love You I Do" - 『ドリームガールズ』
  - "Never Let Go" - 『守護神』
  - "Till the End of Time" - 『リトル・ミス・サンシャイン』
  - "Upside Down" - 『おさるのジョージ』

#### 脚色賞
- 『ディパーテッド』 - ウィリアム・モナハン
  - 『ドリームガールズ』 - ビル・コンドン
  - 『父親たちの星条旗』 - ウィリアム・ブロイレス・Jr、ポール・ハギス
  - 『リトル・チルドレン』 - トッド・フィールド、トム・ペロッタ
  - 『今宵、フィッツジェラルド劇場で』 - ギャリソン・キーラー
  - 『サンキュー・スモーキング』 - ジェイソン・ライトマン

#### オリジナル脚本賞
- 『クィーン』 - ピーター・モーガン
  - 『バベル』 - ギジェルモ・アリアガ、アレハンドロ・ゴンサレス・イニャリトゥ
  - Les temps qui changent - パスカル・ボニゼール、ロラン・ギュヨー、アンドレ・テシネ
  - Casa de Areia - ルイス・カルロス・バレット、エレナ・ソアレス、アンドルーチャ・ワディントン
  - 『ボルベール〈帰郷〉』 - ペドロ・アルモドバル
  - 『麦の穂をゆらす風』 - ポール・ラヴァーティ

#### 音響賞
- 『ドリームガールズ』
  - 『バベル』
  - 『ダ・ヴィンチ・コード』
  - 『父親たちの星条旗』
  - 『X-MEN:ファイナル ディシジョン』

#### 助演男優賞
- レオナルド・ディカプリオ - 『ディパーテッド』
  - アラン・アーキン - 『リトル・ミス・サンシャイン』
  - アダム・ビーチ - 『父親たちの星条旗』
  - ブラッド・ピット - 『バベル』
  - ドナルド・サザーランド - Aurora Borealis

#### 助演女優賞
- ジェニファー・ハドソン - 『ドリームガールズ』
  - ケイト・ブランシェット - 『あるスキャンダルについての覚え書き』
  - アビゲイル・ブレスリン - 『リトル・ミス・サンシャイン』
  - ブライス・ダナー - 『ラストキス』
  - 菊地凛子 - 『バベル』
  - リリー・トムリン - 『今宵、フィッツジェラルド劇場で』

#### 視覚効果賞
- 『パイレーツ・オブ・カリビアン/デッドマンズ・チェスト』
  - 『ダ・ヴィンチ・コード』
  - 『父親たちの星条旗』
  - 『ファウンテン 永遠につづく愛』
  - 『パンズ・ラビリンス』
  - 『Vフォー・ヴェンデッタ』
  - 『X-MEN:ファイナル ディシジョン』

### テレビ

#### 主演男優賞 (ドラマシリーズ)
- ヒュー・ローリー - 『Dr.HOUSE』
  - マイケル・C・ホール - 『デクスター 警察官は殺人鬼』
  - デニス・リアリー - 『レスキュー・ミー NYの英雄たち』
  - ビル・パクストン - 『ビッグ・ラブ』
  - マシュー・ペリー - Studio 60 on the Sunset Strip
  - ブラッドリー・ウィットフォード - Studio 60 on the Sunset Strip

#### 主演男優賞 (ミュージカル・コメディシリーズ)
- ジェームズ・スペイダー - 『ボストン・リーガル』
  - スティーヴン・コルベア - 『コルベア・レポー』
  - スティーヴ・カレル - The Office
  - テッド・ダンソン - Help Me Help You
  - ジェイソン・リー - 『マイネーム・イズ・アール』
  - ジェイムズ・ロデイ - 『サイク/名探偵はサイキック?』

#### 主演男優賞 (ミニシリーズ・テレビ映画)
- ビル・ナイ - 『ナターシャの歌に』
  - アンドレ・ブラウアー - 『THIEF/シーフ』
  - チャールズ・ダンス - 『ブリーク・ハウス』
  - ヒュー・ダンシー - 『エリザベス1世 〜愛と陰謀の王宮〜』
  - ベン・キングズレー - 『ミセス・ハリスの犯罪』

#### 主演女優賞 (ドラマシリーズ)
- キーラ・セジウィック - 『クローザー』
  - クリスティン・ベル - 『ヴェロニカ・マーズ』
  - エミリー・デシャネル - 『BONES』
  - サラ・ポールソン - Studio 60 on the Sunset Strip
  - アマンダ・ピート - Studio 60 on the Sunset Strip
  - ジーン・トリプルホーン - 『ビッグ・ラブ』

#### 主演女優賞 (ミュージカル・コメディシリーズ)
- マーシャ・クロス - 『デスパレートな妻たち』
  - アメリカ・フェレーラ - 『アグリー・ベティ』
  - ローラ・カイトリンガー - The Minor Accomplishments of Jackie Woodman
  - リサ・クドロー - 『ザ・カムバック』
  - ジュリア・ルイス＝ドレイファス - The New Adventures of Old Christine
  - メアリー＝ルイーズ・パーカー - 『Weeds ママの秘密』

#### 主演女優賞 (ミニシリーズ・テレビ映画)
- ジュディ・デイヴィス - 『殺人なんて些細なこと』
  - ジリアン・アンダーソン - 『ブリーク・ハウス』
  - アネット・ベニング - 『ミセス・ハリスの犯罪』
  - ヘレン・ミレン - 『エリザベス1世 〜愛と陰謀の王宮〜』
  - ミランダ・リチャードソン - 『ナターシャの歌に』

#### ドラマシリーズ賞
- 『Dr.HOUSE』
  - 『24 -TWENTY FOUR-』
  - 『デクスター 警察官は殺人鬼』
  - 『HEROES』
  - 『レスキュー・ミー NYの英雄たち』
  - 『THE WIRE/ザ・ワイヤー』

#### ミュージカル・コメディシリーズ賞
- 『アグリー・ベティ』
  - 『コルベア・レポー』
  - 『アントラージュ★オレたちのハリウッド』
  - Everybody Hates Chris
  - The Office

#### ミニシリーズ賞
- To the Ends of the Earth
  - 『ブリーク・ハウス』
  - Casanova
  - 『エリザベス1世 〜愛と陰謀の王宮〜』
  - 『THIEF/シーフ』

#### テレビ映画賞
- 『殺人なんて些細なこと』
  - 『ナターシャの歌に』
  - 『ハイスクール・ミュージカル』
  - In from the Night
  - 『ミセス・ハリスの犯罪』

#### 助演男優賞 (シリーズ・ミニシリーズ・テレビ映画)
- トニー・プラナ - 『アグリー・ベティ』
  - フィリップ・ベイカー・ホール - The Loop
  - マイケル・エマーソン - 『LOST』
  - ロバート・ネッパー - 『プリズン・ブレイク』
  - ジェレミー・ピヴェン - 『アントラージュ★オレたちのハリウッド』
  - フォレスト・ウィテカー - 『ザ・シールド ルール無用の警察バッジ』

#### 助演女優賞 (シリーズ・ミニシリーズ・テレビ映画)
- ジュリー・ベンツ - 『デクスター 警察官は殺人鬼』
  - ヴァネッサ・ウィリアムス - 『アグリー・ベティ』
  - エリザベス・パーキンス - 『Weeds ママの秘密』
  - ジーン・スマート - 『24 -TWENTY FOUR-』
  - フィオヌラ・フラナガン - 『ブラザーフッド』
  - ローリー・メトカーフ - 『デスパレートな妻たち』